# Gilbert de Séverac
Pour les articles homonymes, voir Sévérac.
Gilbert Alexandre de Séverac est un peintre français né le 18 août 1834 à Saint-Sulpice-sur-Lèze (Haute-Garonne) et mort le 17 novembre 1897 à Saint-Félix-Lauragais (Haute-Garonne).
Il est le père du compositeur Déodat de Séverac. 

## Biographie

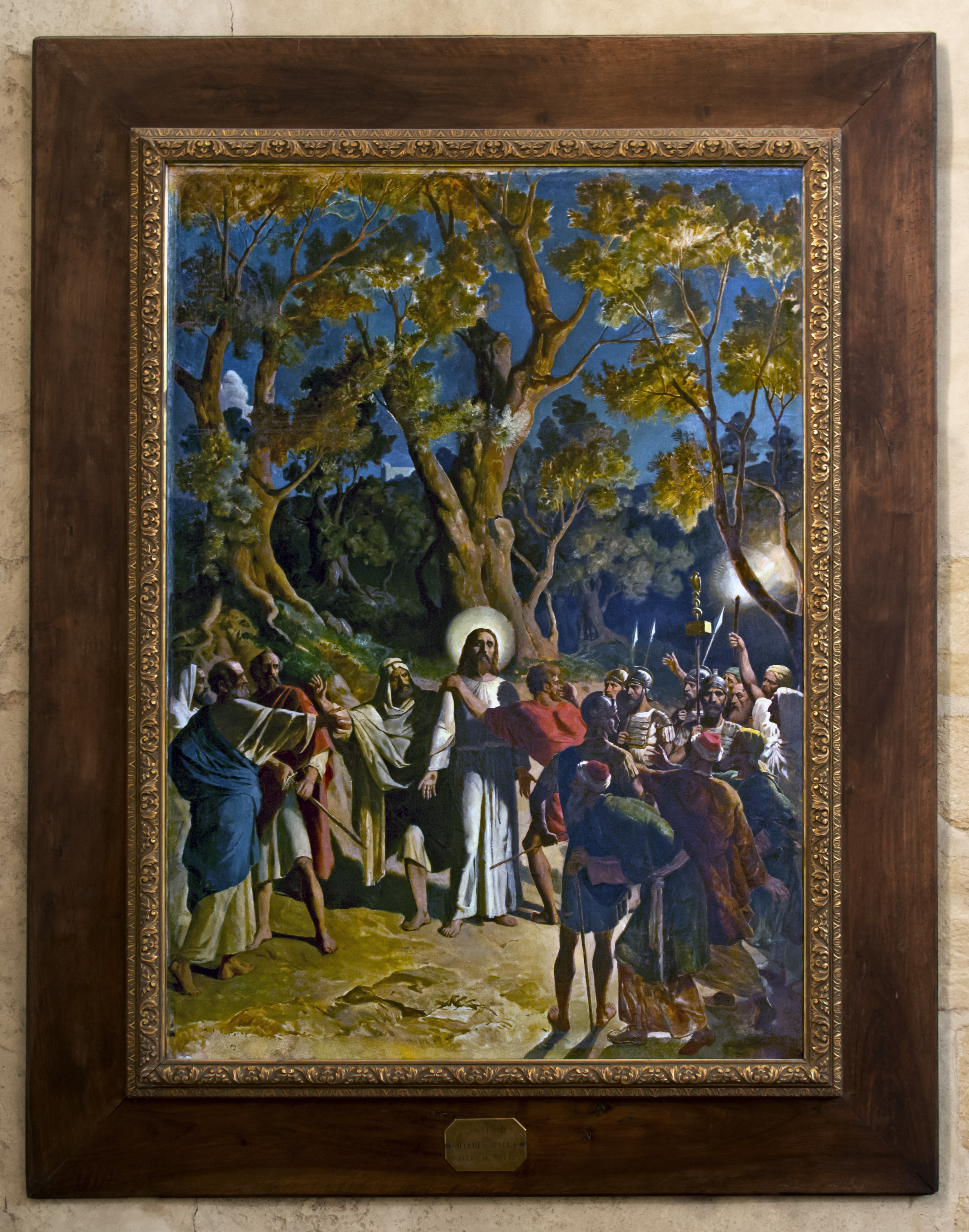
Le Baiser de Judas, Saint-Félix-Lauragais, église Saint-Félix.

### Origines familiales
Gilbert de Séverac appartient à la noblesse française subsistante. Bien qu'originaire de l'Aveyron ou du Languedoc (Lauragais) son rattachement avec la famille féodale de Séverac de la même province n'est pas prouvée.

### Carrière
Après avoir étudié à l'école militaire de Sorèze de 1847 à 1850, Gilbert de Séverac est reçu bachelier à Toulouse et entreprend des études de droit, mais il se retourne vite vers ses préférences et fait des études à l'école des beaux-arts de Toulouse où il est l'élève de Jules Garipuy. En 1853, sa famille se fixe à Paris et il entre aux Beaux-Arts dans l'atelier de Robert-Fleury, puis celui de Léon Cogniet. Il séjourne ensuite en Italie avec son frère Henry et sa sœur Angèle. 
Il débute au Salon en 1859. Il retourne rapidement à Toulouse et s'installe en mai 1863, après son mariage avec Aglaé Guiraud de la Fleuraussié, dans sa maison de Saint-Félix-Lauragais, qu'il rénove dans le style toscan. Il continue à faire de nombreux séjours à Paris. Il se spécialise dans le portrait. Il a laissé un Portrait du peintre Claude Monet, et, à Toulouse, des portraits de son ami, le peintre Jules Garipuy, ainsi que de l'atelier de celui-ci, où se retrouvait la société artistique et littéraire de Toulouse et une Union artistique dont il fut le premier président. Outre la peinture, il pratique aussi le piano, la flûte et l'harmonium : c'est naturellement que son fils Déodat se tournera vers la musique.
Depuis 1899, son buste par Joseph Jean Jules Germain Lamasson (1872-après 1946) orne la salle des Illustres de l'école de Sorèze.
L’église Saint-Félix de Saint-Félix-Lauragais conserve son Baiser de Judas.

## Famille
- Joseph Honoré de Séverac (1792-1855), marié en 1825 avec Thérèse de Farjonel de Puichéric (1801-1890)
  - Émilie de Séverac (1828-1911) mariée en 1850 avec Léopold Prévost de Saint-Cyr (1823-1900)
  - Mathilde de Séverac (1829-1916) mariée en 1852 avec Evremond de Fournas de Labrosse (1816-1874)
  - Henri de Séverac[9] (1831-1904), baron de Séverac
  - Gilbert Marie Alexandre de Séverac (1834-1897) marié en 1863 avec sa cousine, Marie Alexandrine Aglaé Guiraud de la Fleuraussié (1845-1936)[10]
    - Marie-Thérèse de Séverac (1864-1865)
    - Marie Henriette Alix de Séverac (1870-1949)
    - Marie Joseph Alexandre Déodat de Séverac (1872-1921), baron de Séverac, marié en 1913 avec Henriette Tardieu
      - Magali Marthe Marie de Séverac (1913-1973)

    - Marie Louise Jeanne de Séverac (1875-1965) mariée en 1901 à Paul de Bonnefoy (1863-1951)
    - Marthe Eugénie Louise Pia de Séverac (1878-1898)

  - Angèle de Séverac (1836-1915) mariée avec Luigi Rossi-Scotti (1832-1900), comte et « camérier secret de cape et d'épée de S. S. Léon XIII », commandeur de Saint-Grégoire-le-Grand
    - Maria-Camina (dite Carmela) Rossi-Scotti (†1936)